# Матфей Прозорливый
Матфей Прозорливый († ок. 1088) — инок Киево-Печерского монастыря. Святой Русской церкви, почитается в лике преподобных, память совершается (по юлианскому календарю): 28 сентября (Собор преподобных отцов Киево-Печерских Ближних пещер) и 5 октября.
Согласно житию Матфей имел дар видеть бесов. Киево-Печерский патерик сообщает о трёх таких его видениях:
- во время богослужения Матфей посмотрел на монастырскую братию, стоящую на клиросах и увидел беса в образе «ляха», который ходил с цветами шиповника и бросал их на монахов.

Если к кому-либо из стоявших иноков прилипал цветок, тот, немного постояв, начинал дремать, придумывал какую-нибудь причину, и уходил из церкви, чтобы поспать, и уже не возвращался до конца службы. Если же бросал на кого-либо другого из стоящих и к тому не прилипал цветок, то тот крепко оставался стоять на службе, пока не отпоют заутреню, и уже только после этого уходил в келью свою.

- после заутреней, отдыхая под церковным билом, Матфей увидел толпу людей, входящую в монастырские ворота. Возглавлял их бес верхом на свинье. На вопрос преподобного куда они идут, бес ответил — «За Михалем Тобольковичем». На следующий день Матфей сказал своему ученику:

«Пойди и спроси — в келии ли Михаль?» И сказали ему: «Он давеча, после заутрени, ушел за ограду монастырскую». И поведал старец о видении этом игумену и старейшей братии, и призвал игумен инока Михаля, и строго поучил его.

- на заутреней на игуменском месте он увидел беса «и уразумел старец, что еще не проснулся игумен».

Матфей жил в монастыре при игуменах Феодосии, Стефане и Никоне, скончавшись в игуменство последнего в 1088 году. Он был погребён в Ближних (Антониевых) пещерах Киево-Печерского монастыря.